# Регион Мурсија
Регион Мурсија (шп. Región de Murcia) је једнопокрајинална аутономна заједница у Шпанији. Налази се на југоистоку Пиринејског полуострва на обали Медитерана између регија Андалузије и Валенсије. Град Мурсија је главни град аутономне заједнице и покрајине. Заузима површину од 11.313 km² и има 1,3 милиона становника, од којих једна трећина живи у главном граду.
Због топле климе Мурсија представља регион погодан за пољопривреду. У Мурсији се производи јако много воћа, поврћа и цвећа, које се извози у остали део Шпаније и у Европу. Позната је и по одличним винаријама и по производњи маслиновог уља. Постоји мала количина падавина и велика потражња за водом и у пољопривреди и у туризму. Снабдевање водом се врши из реке Сегуре, која се сматра најзагађенијом водом у Европи. Каналима се добија вода и из удаљене реке Тахо.

## Историја
Картагињани су успоставили стално трговачко насеље на обали близу Картахене. 
Картахену је основао Хасдрубал око 230. п. н. е. и назвао је Карт Хадашт (на пунском „Нови град"). За картагињанске трговце планинска територија је била само иберијско залеђе њиховога царства, које се протезало дуж обала мора. Хасдрубал је вештом дипломатијом проширио територије. Ханибал је добијао сребро из тадашњих рудника, што је било од велике важности за вођење рата против Рима, тј. за Други пунски рат. Доласком Сципиона Африканца у Хиспанију 210. п. н. е. дошло је до великога преокрета. Вештом дипломатијом Сципион је придобио локална племена, па су Римљани уз помоћ месних племена побеђивали у Хиспанији. Коначно су 209. п. н. е. освојили Картахену и назвали су је Картаго Нова (лат. Carthago Nova). Римска Мурсија је била део провинције Хиспаниа Картагиниенсис (лат. Carthaginiensis). Вандали су 425. опљачкали делове Мурсије. Визиготи су 624. освојили подручје.
Мавари су 711. освојили Мурсију. Мавари су први створили велике иригационе системе, о којима зависи пољопривреда Мурсије. Провинција се тада звала Тодмир. Град Мурсију је основао Абд Ел Рахман II 825. године под именом Мурсија (Mursiya). 
Краљевина Мурсија је постала независна таифа (кнежевина) након пада омејидског калифата у Кордоби. Маварска таифа је укључивала и Албасете и део Алмерије. После битке код Саграхаса 1086. Алморавиди су освојили све таифе и поново су ујединили исламску Шпанију.
Маварски краљ Мурсије се 1243. покорио Фернанду III од Кастиље. По тада уобичајеном поступку, муслимани су били протерани из градова. Фернандов наследник Алфонсо X Мудри је поделио администрацију своје граничне и слабо настањене краљевине Мурсије на три административне јединице и предао их на управљање војним редовима основаним у 11. веку, као награду за допринос реконкисти. Алфонсо је краљевину Мурсију потпуно анектирао 1266, након побуне муслимана у Мурсији. Муслимани су се побунили уз подршку арагонског краља Ђауме I Освајача. Када је 1296. дошло до династичкога сукоба у Кастиљи краљ Арагона Ђауме II од Арагона је накратко заузео Мурсију и припојио је Краљевини Валенсији. У том кратком периоду Мурсију су населили каталонски хришћани. Мурсија је 1305. враћена под власт краља Кастиље. У положају вазалне краљевине остала је све до либералнога устава из 1812. Мурсија је 1982. постала аутономна регија. Кастиљско освајање Мурсије је било значајно јер је Краљевина Кастиља тада по први пут добила излаз на Медитеран. Спречено је и ширење Краљевине Арагон, која се ширила јужно дуж обале.

## Језик
Шпански језик, који се говори у Мурсији различит је од језика којим се говори у осталим подручјима Шпаније. Мурсијски дијалект има много посуђенога вокабулара из арагонскога и старога арапскога.

## Географија
Регија је смештена на крајњем истоку Бетијских кордиљера. Око 27% територија регије је планинско подручје, 38% су планинске завале, а 35% су равнице и брежуљци. Клима је медитеранска са сухим зимама (око 11 °C је просечна темапаратура у јануару) и врућим летима. Просечна годишња темпаратура је 18 °C. Има између 300 и 350 mm падавина годишње. Током године између 120 и 150 дана са потпоуно ведрим небом. Највише кише има у априлу и октобру. Обзиром на удаљеност од мора постоје темапаратурне разлике између обалних подручја и унутрашњости, а посебно зими. Град Мурција држи рекорд по највишој темпаратури у Шпанији у 20. веку. Тако је 4. јула 1994. измерено 47,2 °C.
У Мурсији се налази и највеће природно језеро у Шпанији Мар Менор, што значи „Мало море“. То је слано језеро, које се налази уз море. Проглашено је посебним заштићеним подручјем.

## Туризам
Регија се налази на југоистоку Иберијског полуострва. Мурсијска ривијера Коста Калида (шп. Costa Cálida ) има дужину од 170 km.

## Галерија
- Солана, Мурсија
- Каласпара, светилиште Вирхен де ла Есперанза
- Звоник катедрале у Мурсији

- Лорка-Порче де Сан Антонио
- Сијера де Молино, Каласпара, Мурсија
- Бенизар, Моратаља, Мурсија
- Агилас, Мурсија
- Брда соли код Сан Педра